# Эр-сюр-л’Адур
Эр-сюр-л’Аду́р (фр. Aire-sur-l'Adour) — коммуна во Франции, находится в регионе Аквитания. Департамент — Ланды. Главный город кантона Эр-сюр-л’Адур. Округ коммуны — Мон-де-Марсан.
Код INSEE коммуны — 40001.
Коммуна расположена приблизительно в 610 км к югу от Парижа, в 130 км южнее Бордо, в 29 км к юго-востоку от Мон-де-Марсана.

## Население
Население коммуны на 2008 год составляло 6092 человека.
| 1962 | 1968 | 1975 | 1982 | 1990 | 1999 | 2008 |
| ---- | ---- | ---- | ---- | ---- | ---- | ---- |
| 5168 | 5665 | 5896 | 6242 | 6205 | 6003 | 6092 |

## Администрация
| Период | Период | Фамилия        | Партия                         | Примечания                                |
| ------ | ------ | -------------- | ------------------------------ | ----------------------------------------- |
| 1967   | 1977   | Оливье Дарблад | Социалистическая партия        | член генерального совета                  |
| 1977   | 1989   | Жан Клед       | Союз за французскую демократию | член генерального совета                  |
| 1989   | 2014   | Робер Кабе     | Социалистическая партия        | член генерального совета и бывший депутат |

## Экономика
В 2007 году среди 3819 человек в трудоспособном возрасте (15-64 лет) 2503 были экономически активными, 1316 — неактивными (показатель активности — 65,5 %, в 1999 году было 67,5 %). Из 2503 активных работали 2258 человек (1204 мужчины и 1054 женщины), безработных было 245 (99 мужчин и 146 женщин). Среди 1316 неактивных 473 человека были учениками или студентами, 460 — пенсионерами, 383 были неактивны по другим причинам.

## Достопримечательности
- Бывший кафедральный собор Св. Иоанна Крестителя (XIV век). Исторический памятник с 1906 года[3]
- Церковь Сент-Китри (Св. Киттерии XII век). Исторический памятник с 1840 года[4]. Также в 1998 году была включена в список Всемирного наследия ЮНЕСКО как объект на Пути паломников в Сантьяго-де-Компостела[5]
- Монастырь Сен-Жозеф (XIX век). Исторический памятник с 2009 года[6]
- Дом XIV века. Исторический памятник с 1946 года[7]
- Старый крытый рынок (XIX век). Исторический памятник с 1975 года[8]

## Города-побратимы
- Кастро-Урдиалес (Испания)

## Фотогалерея

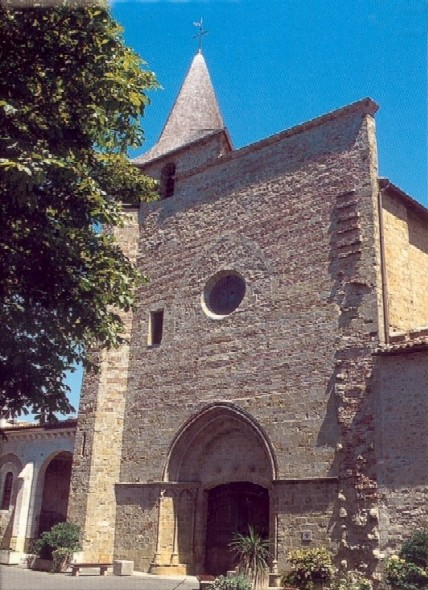
Кафедральный собор Св. Иоанна Крестителя
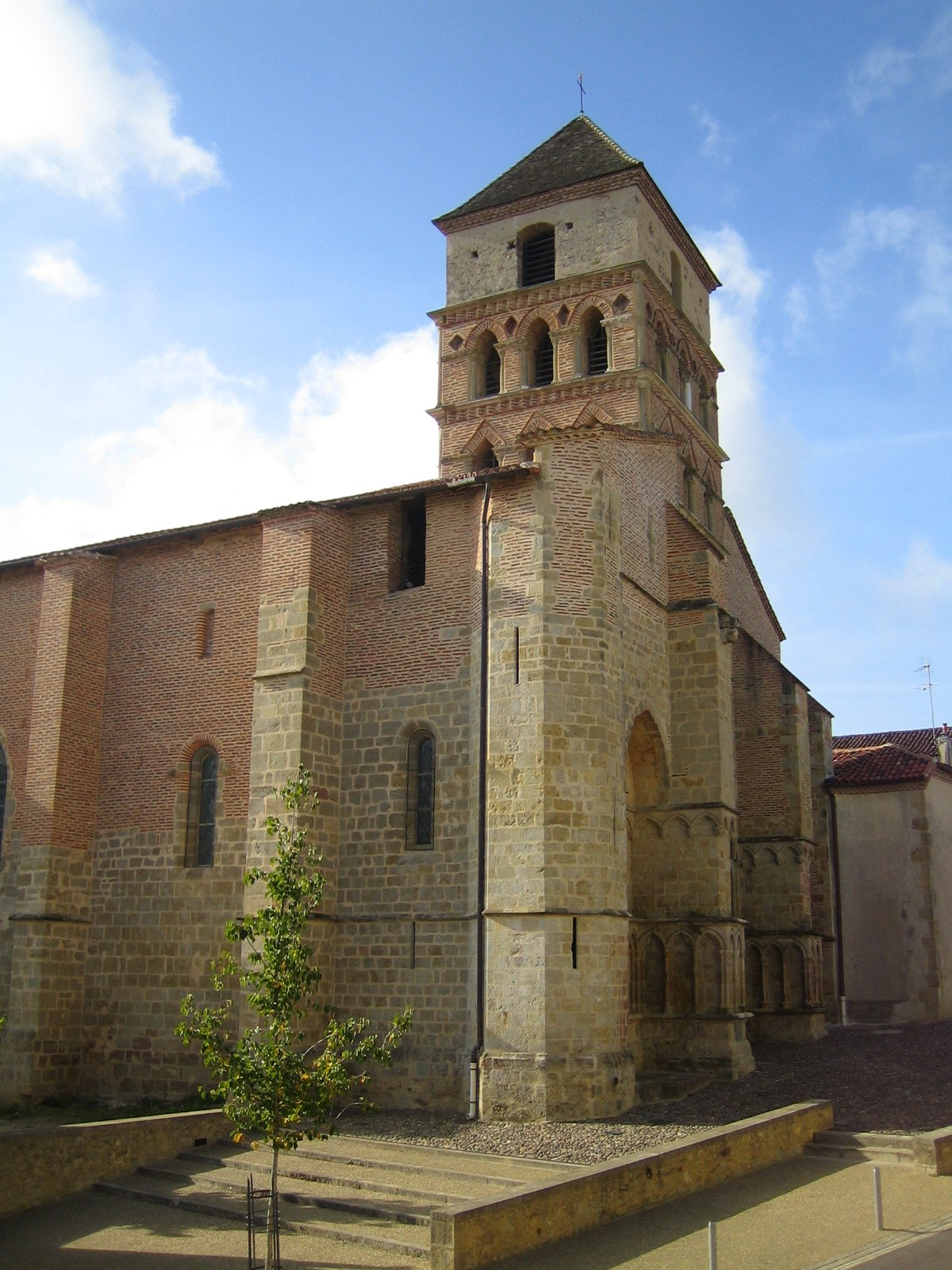
Церковь Сент-Китри
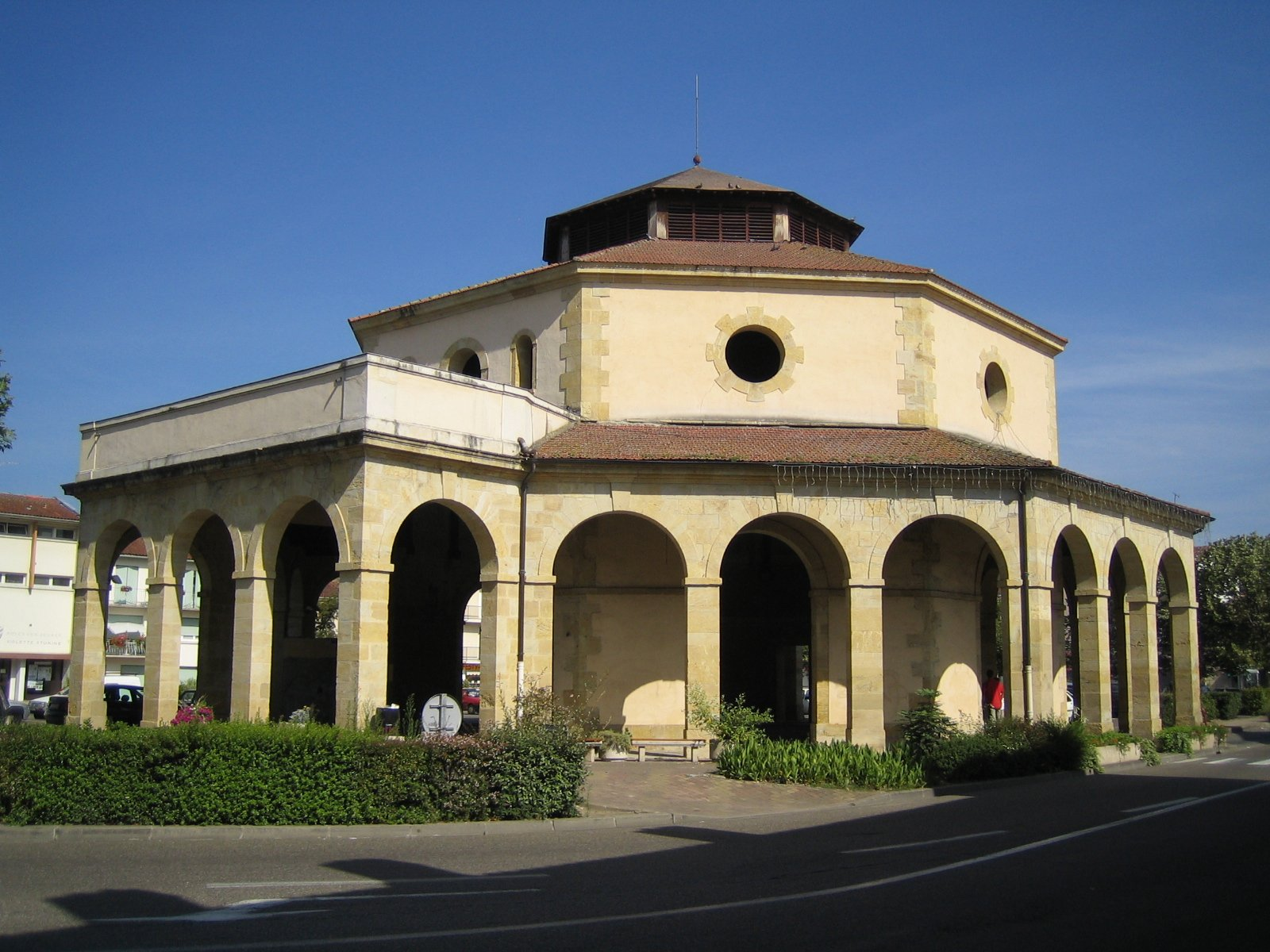
Крытый рынок
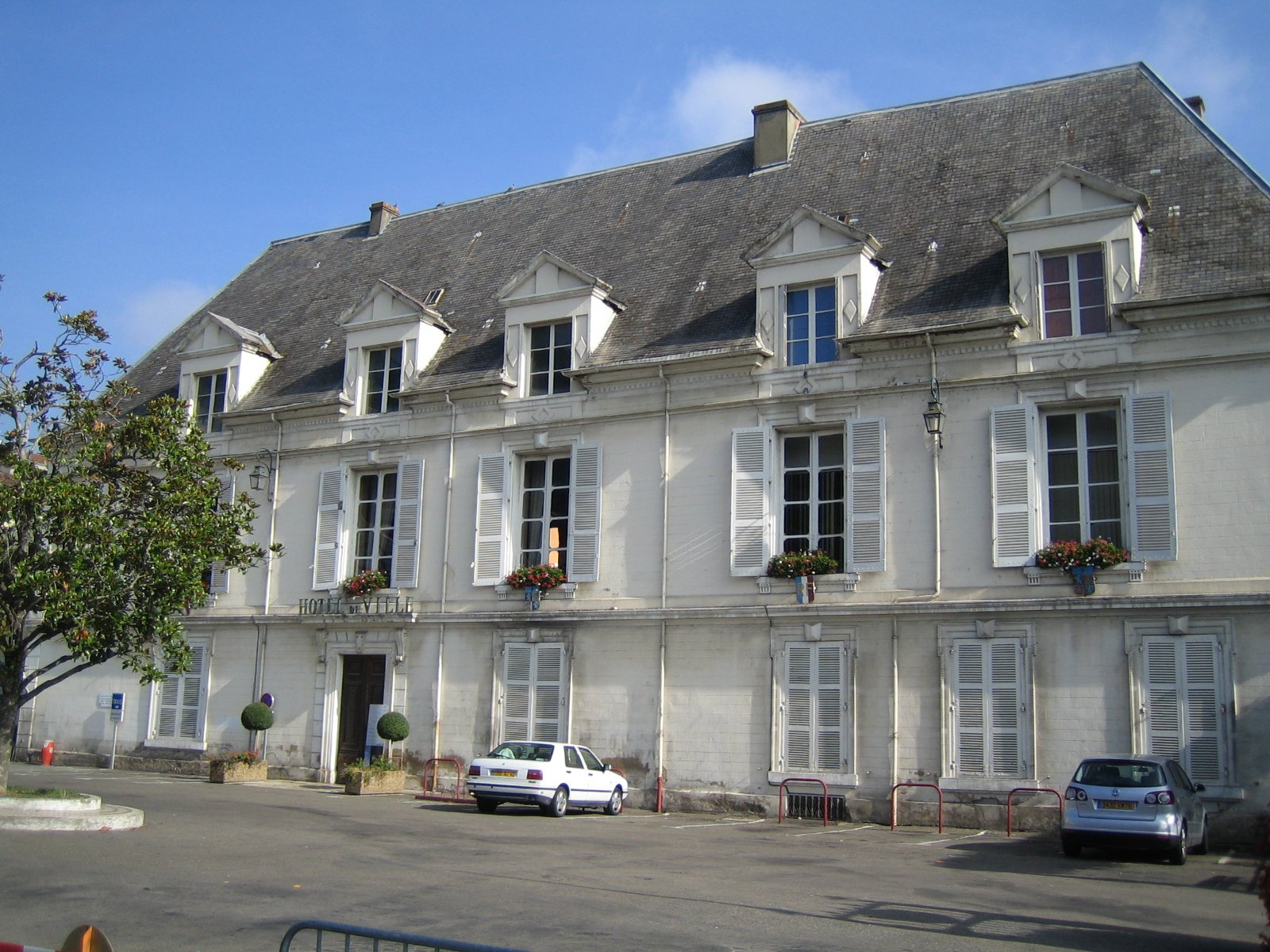
Мэрия
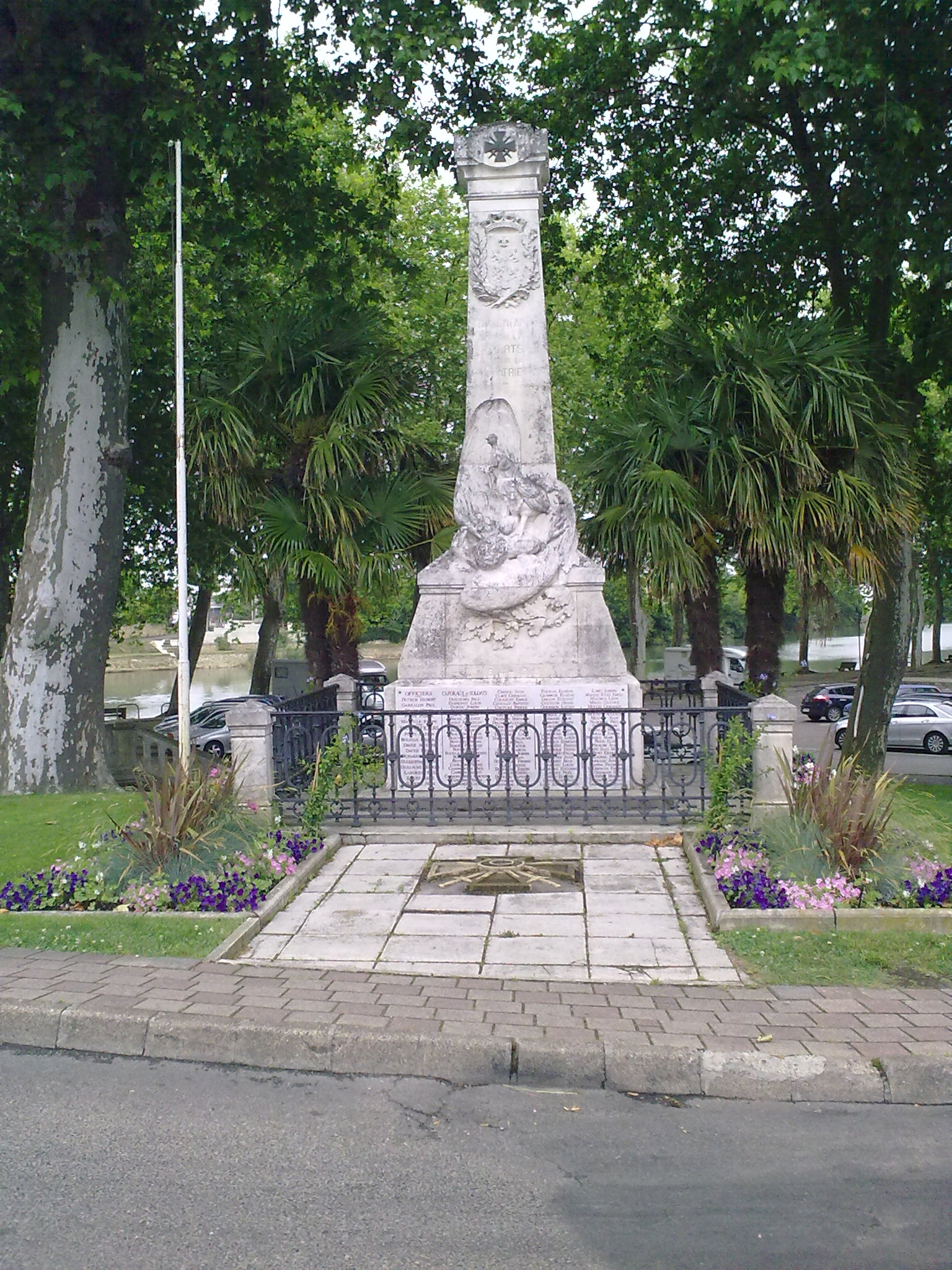
Военный мемориал
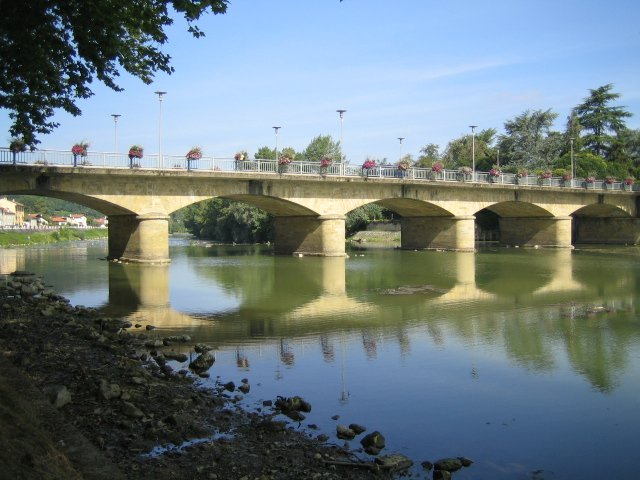
Мост через реку Адур